# Eugène Charpentier
Eugène Charpentier (Hoei, 11 februari 1909 - 13 februari 1993) was een Belgisch volksvertegenwoordiger.

## Levensloop
Charpentier promoveerde tot doctor in de wijsbegeerte en doctor in de rechten en werd pleitbezorger in Hoei.
In Hoei werd hij in 1938 verkozen tot gemeenteraadslid en van 1939 tot 1947 en van 1969 tot 1971 was hij schepen van de stad.
Voor de PSC zetelde hij van 1946 tot 1974 eveneens in de Kamer van volksvertegenwoordigers, als vertegenwoordiger van het arrondissement Hoei-Borgworm. In 1971 werd hij ondervoorzitter van de Kamer.

## Publicaties
- Doctrine catholique et Société internationale, Luik, 1934.
- La commémoration de Joseph Lebeau. in: La Libre Belgique, 28/01/1965.